# St. Rupertus (Gaden, Waging am See)

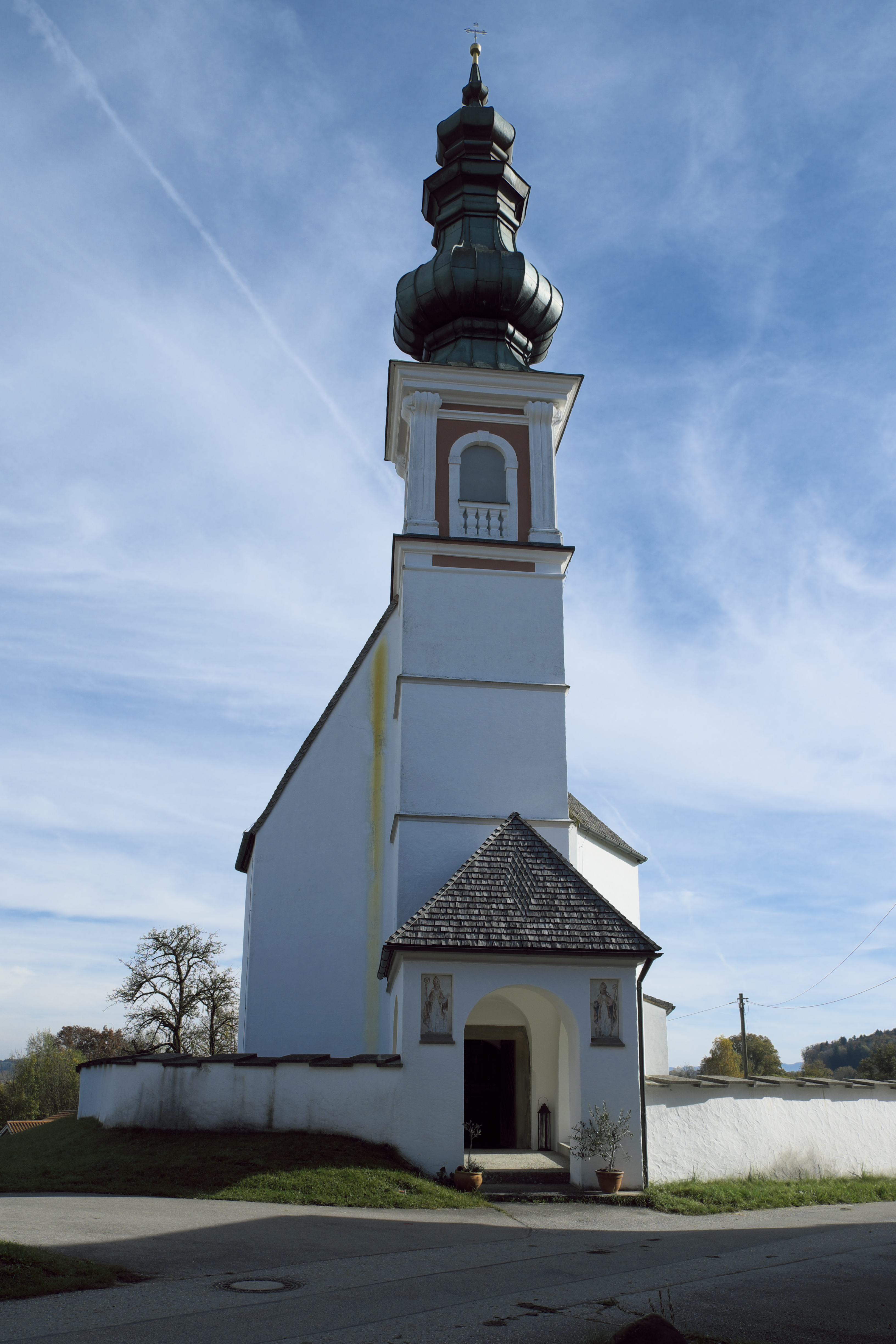
Filialkirche St. Rupertus

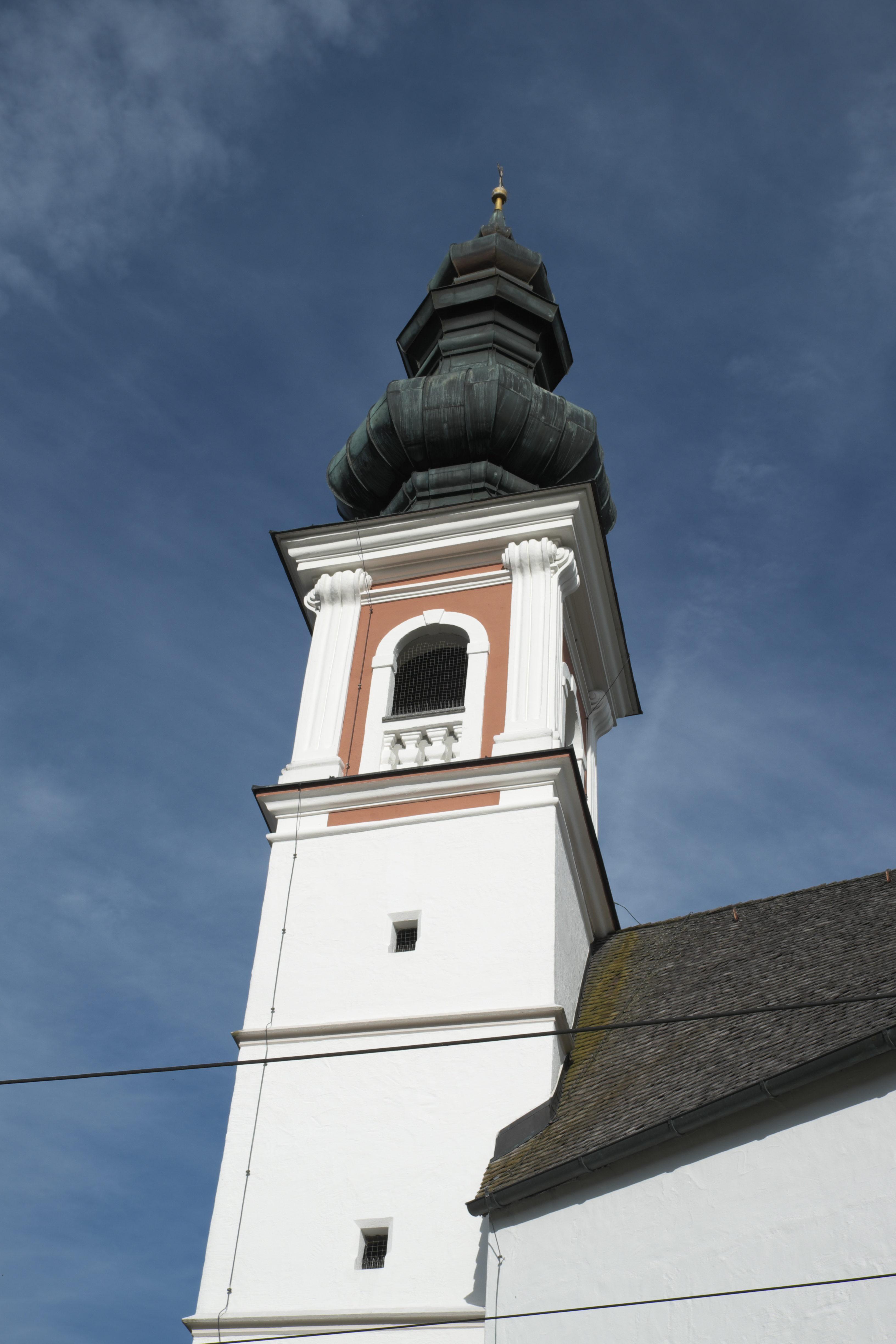
Glockenturm

Die römisch-katholische Filialkirche St. Rupertus in Gaden, einem Ortsteil der Gemeinde Waging am See im oberbayerischen Landkreis Traunstein, ist im Kern ein romanischer Zentralbau aus dem 12. Jahrhundert, der in der zweiten Hälfte des 15. Jahrhunderts im Stil der Spätgotik umgebaut wurde. Als Vorbild des für die Gegend ungewöhnlichen Bauwerks diente vielleicht die Gnadenkapelle in Altötting. Die Kirche trägt das Patrozinium des heiligen Rupert, der erster Bischof von Salzburg war. Sie gehört zu den geschützten Baudenkmälern in Bayern.

## Geschichte
Während der Sanierung der Kirche in den Jahren 1974 bis 1977 wurde im oberen Teil der Chorostwand über dem spätgotischen Gewölbe eine Weihinschrift entdeckt, die darauf schließen lässt, dass die Kirche im Jahr 1171 geweiht wurde. In der fragmentarisch erhaltenen Inschrift wird der Erzbischof von Mainz, Konrad von Wittelsbach, der spätere Erzbischof von Salzburg, als Konsekrator genannt. In der Mitte des 15. Jahrhunderts wurde die ursprüngliche Flachdecke des romanischen Kirchenbaus durch ein steiles, mit Rankenmalereien und bemalten Schlusssteinen verziertes Sterngewölbe ersetzt. Zu dieser Zeit oder um 1635/36 entstand der Turm an der Westfassade, der 1694 um das fünfte Geschoss erhöht wurde. Ende des 17. oder zu Beginn des 18. Jahrhunderts wurde südlich an den Chor die Sakristei angebaut. Die Turmhaube mit ihrer Mehrfachzwiebel wurde um 1760/65 aufgesetzt. Das Vorzeichen, ein nach drei Seiten offener Portalvorbau, wurde in späterer Zeit angefügt. Im 19. Jahrhundert erhielt die Kirche eine neugotische Ausstattung.

## Architektur

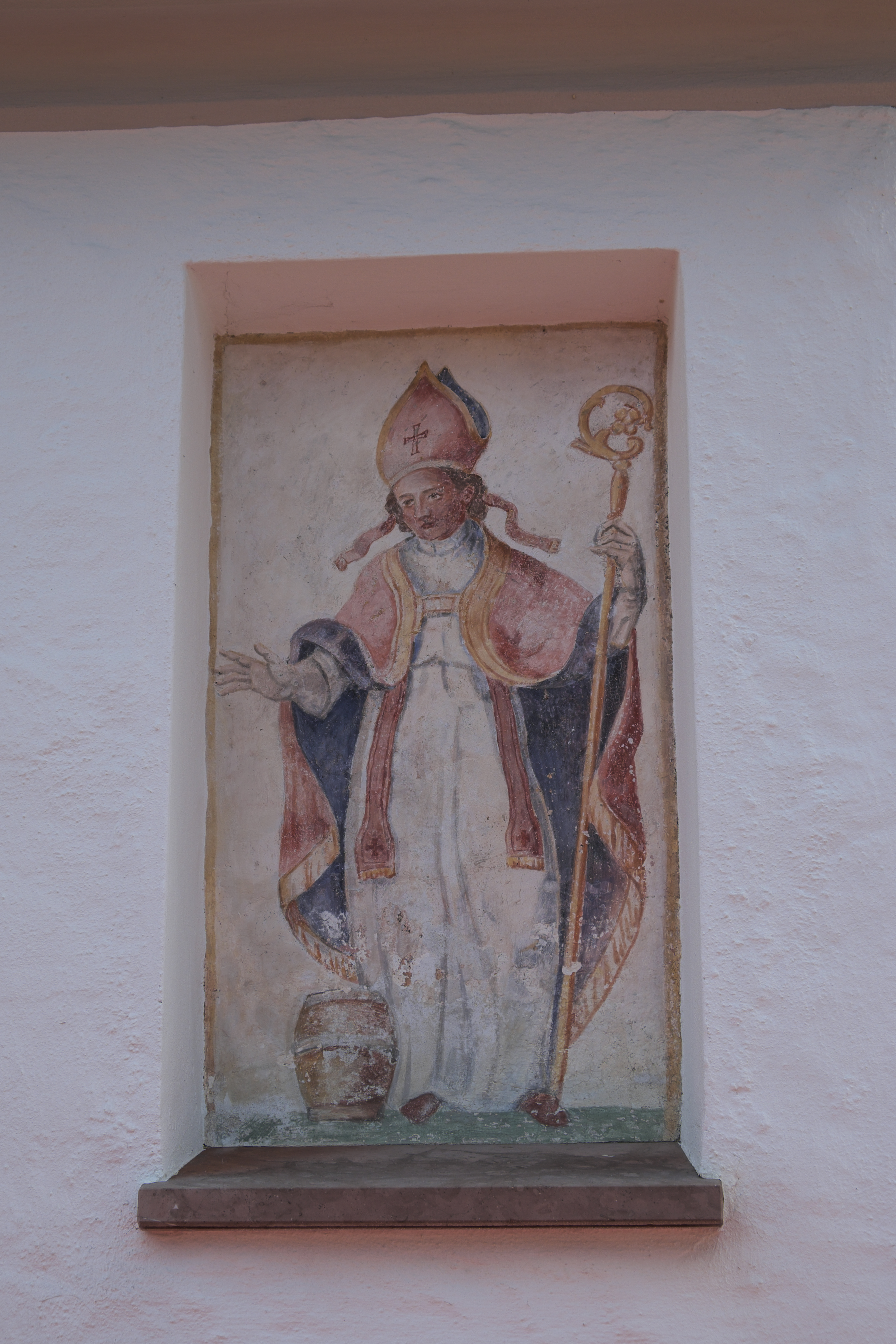
Rupert von Salzburg

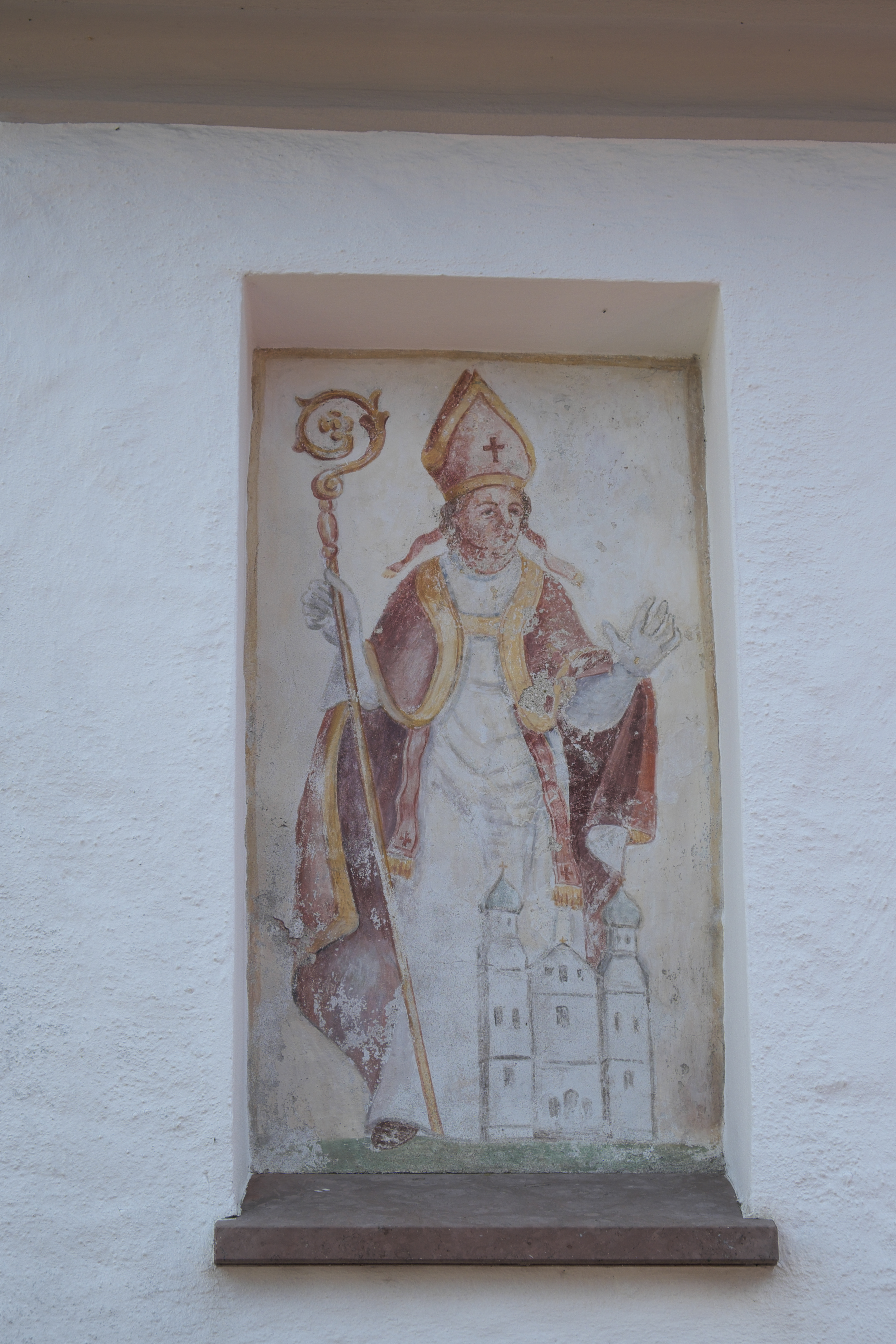
Virgil von Salzburg

Die Kirche umgibt eine polygonale Kirchhofmauer, die den im Westen an den Glockenturm angefügten Portalvorbau miteinbezieht. Zu beiden Seiten des Eingangs sind in flachen Putznischen zwei berühmte Bischöfe des Bistums Salzburg dargestellt, links der heilige Virgil mit seinem Attribut, einem doppeltürmigen Dom, und rechts der heilige Rupert mit einem Salzfass zu seinen Füßen.
Der durch Werksteingesimse gegliederte Turm wird von einer mehrfach unterteilten Zwiebelhaube gedeckt. Das Glockengeschoss wird durch kräftige Eckpilaster verstärkt und ist von großen, rundbogigen Klangarkaden mit vorgeblendeten Balustraden durchbrochen.
An den kleinen, siebeneckigen Zentralbau schließt sich im Osten ein nahezu quadratischer Chor an. An der Ostseite des Chors ist noch eines der romanischen Rundfenster zu erkennen. Chor und Zentralraum werden von einem Sterngewölbe gedeckt. Im Zentralraum ruht das achtstrahlige Sterngewölbe auf polygonalen Diensten mit profilierten Kapitellen.

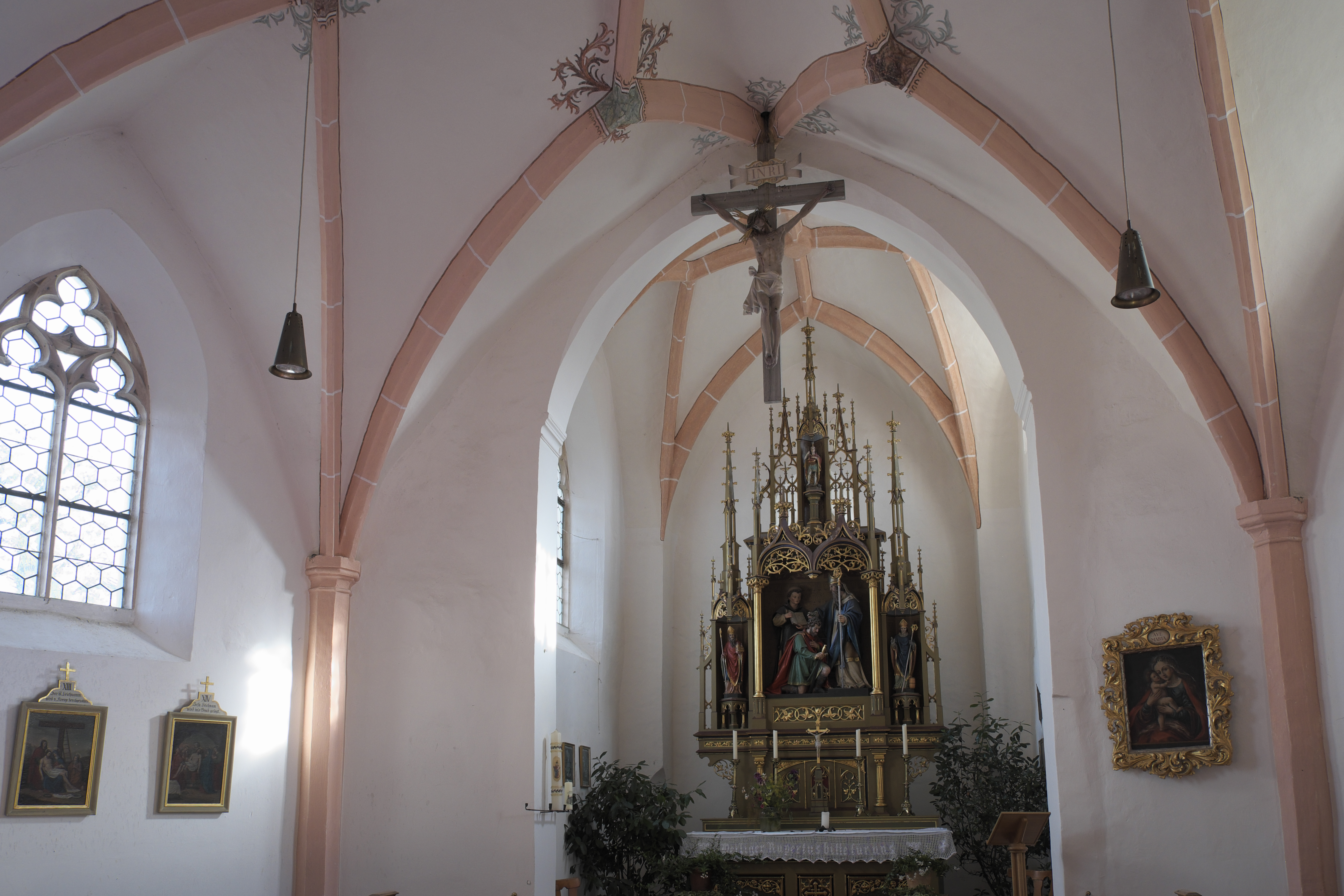
Chor
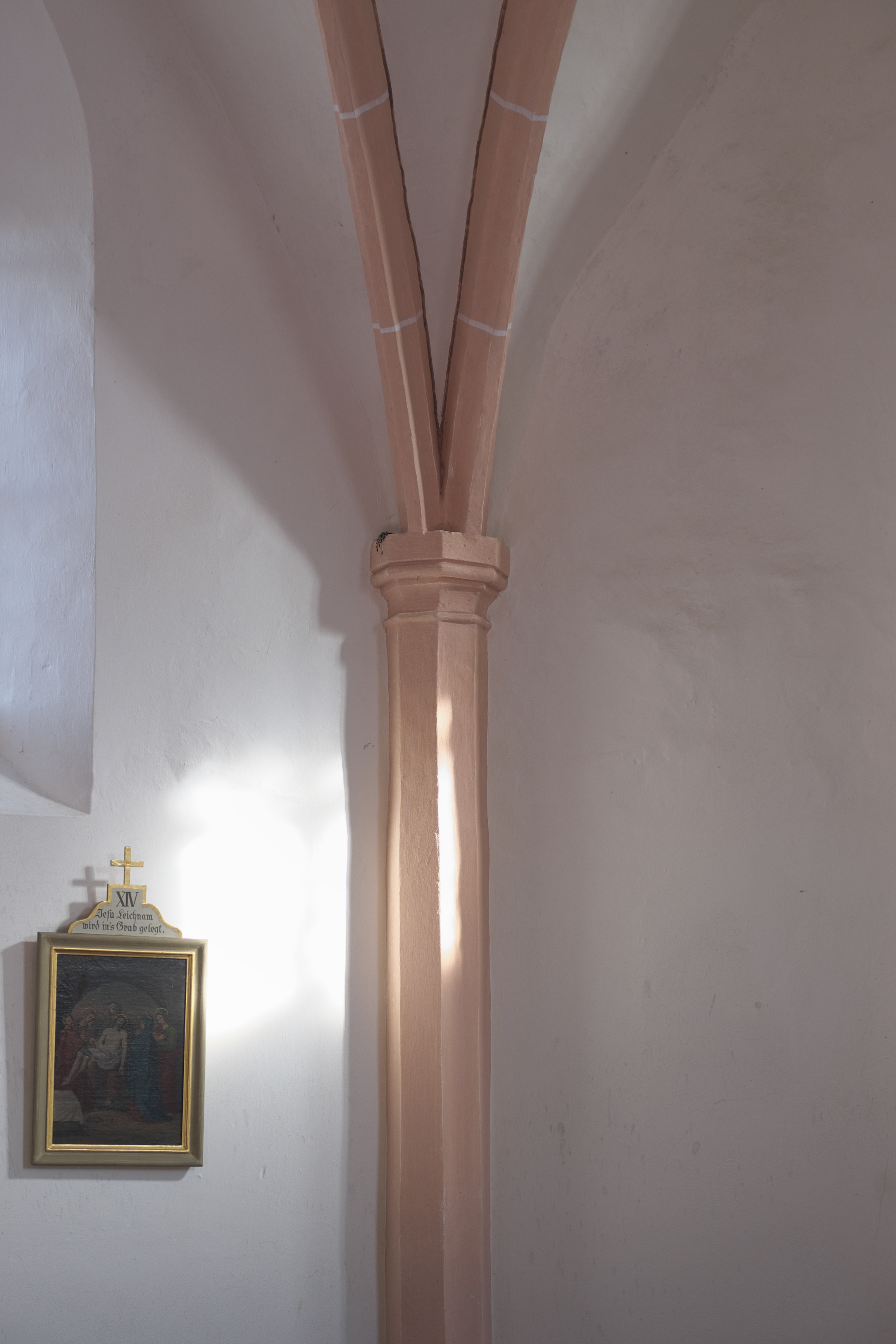
Polygonaler Dienst mit profiliertem Kapitell
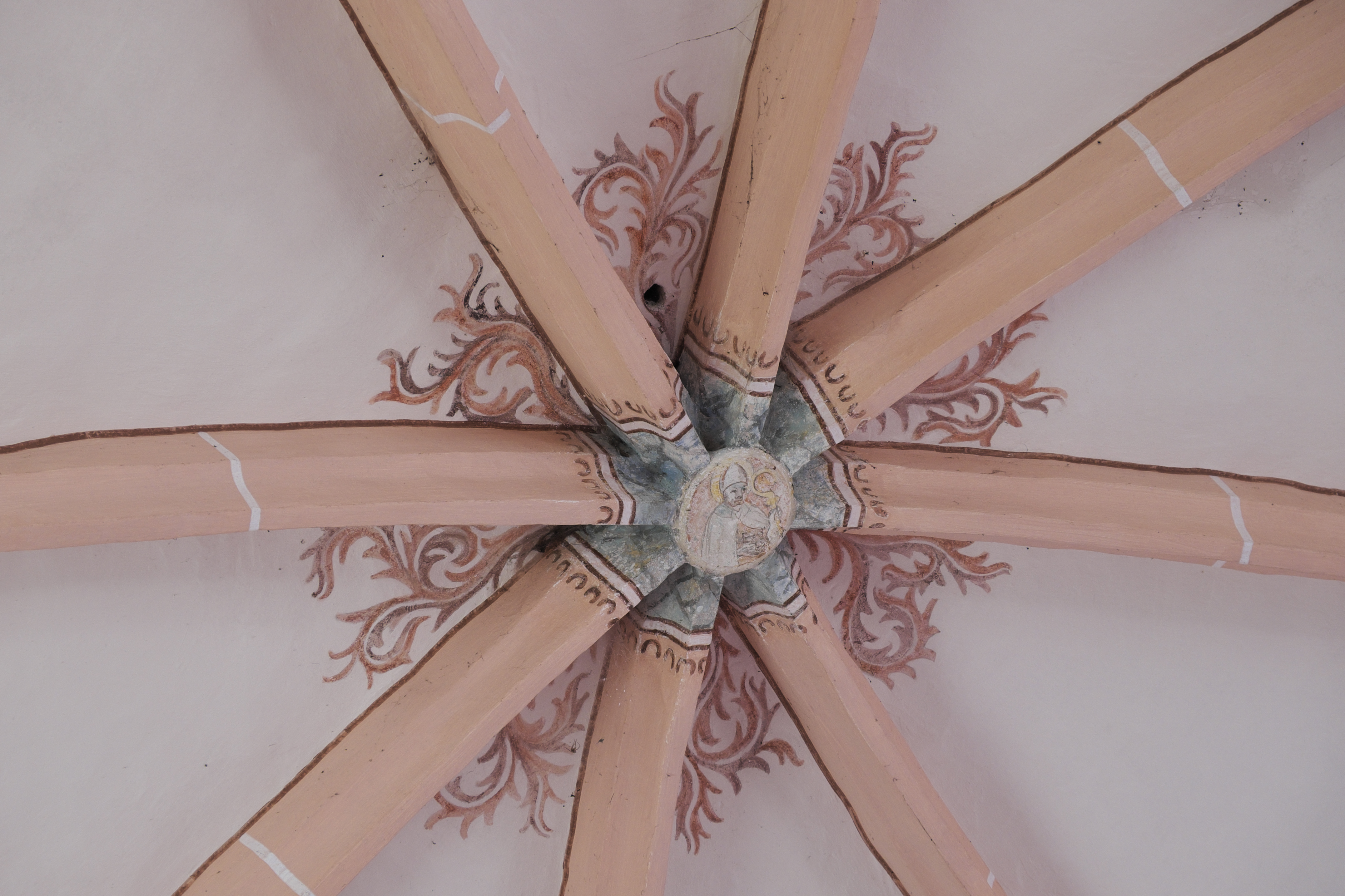
Sterngewölbe mit Schlussstein

## Ausstattung

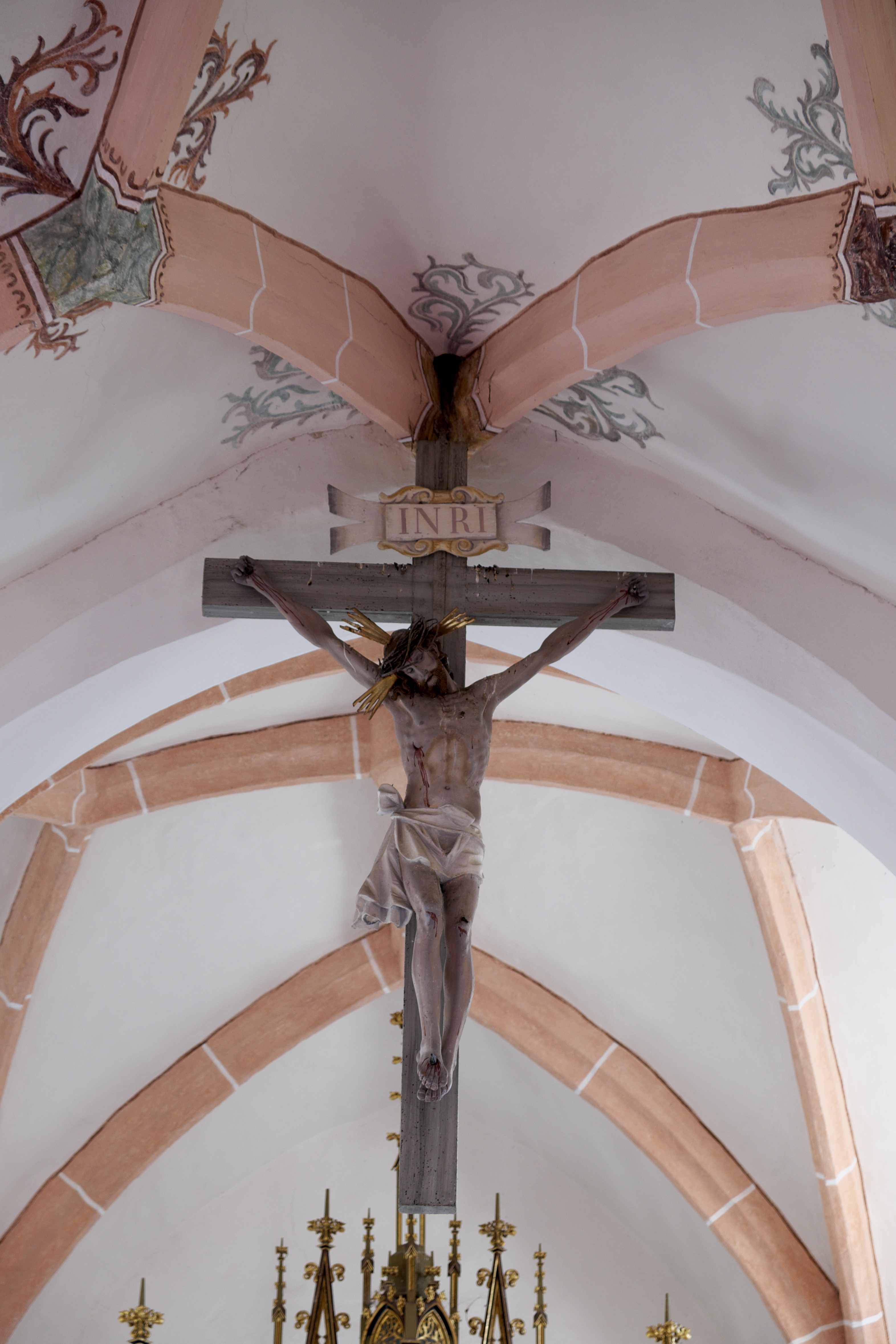
Chorbogenkreuz

- Die Figurengruppe im Schrein des neugotischen Altars von 1881 stellt die Taufe des Bayernherzogs Theodo II. durch den heiligen Rupert dar.
- Das Chorbogenkreuz stammt aus der ersten Hälfte des 17. Jahrhunderts.
- Die Sakristei besitzt eine einheitliche Ausstattung aus der Mitte des 17. Jahrhunderts.